# I Shot the Sheriff
〈I Shot the Sheriff〉는 밥 말리가 작곡해 1973년 밥 말리 & 더 웨일러스가 발표한 곡이다. 이 이야기는 부패한 지역 보안관을 죽였다고 인정하는 한 내레이터의 시각에서 전해지고 있으며, 부보안관을 죽였다고 거짓으로 비난받고 있다. 그 내레이터는 또한 보안관이 그를 쏘려고 했을 때 자기 방어를 했다고 주장한다. 이 곡은 1973년 더 웨일러스의 음반 《Burnin'》에서 처음 발표되었다.

## 에릭 클랩튼 버전
에릭 클랩튼은 1974년 음반 《461 Ocean Boulevard》에 수록되어 있는 표지 버전을 녹음했다. 그가 그 노래를 받아들인 것은 소프트 록과 레게 사운드가 있다. 이 곡은 빌보드 핫 100에서 1위를 차지하며 가장 성공적인 버전이다. 2003년, 클랩튼의 버전은 그래미 명예의 전당에 헌액되었다.